# Kivijärvi (sjö i Nyslott, Södra Savolax)
Kivijärvi är en sjö i kommunen Nyslott i landskapet Södra Savolax i Finland. Sjön ligger 91,6 meter över havet. Arean är 50 hektar och strandlinjen är 5,86 kilometer lång. Sjön  ingår i Vuoksens huvudavrinningsområde.   Den ligger omkring 110 kilometer nordöst om S:t Michel och omkring 320 kilometer nordöst om Helsingfors. 